# Ilabis
Der Ilabis ist ein 55 m hoher Hügel auf der Insel Babelthuap im Inselstaat Palau im Pazifik.

## Geographie
Der Hügel liegt im Westen der Insel im administrativen Staat Aimeliik zwischen dem Hügel Ngeruong im Westen und Engas im Nordosten.